# 493
493 (CDXCIII) var ett normalår som började en fredag i den julianska kalendern.

## Händelser

### Februari
- 25 februari – Odovakar går med på en medlad fred med Teoderik den store, men mördas av honom knappt tre veckor senare. Teoderik blir kung över ostrogoterna och flyttar huvudstaden till Ravenna, där antik konst och vetenskap återupplivas.

### Mars
- Mars – Slaget om S:t Patricks kropp utkämpas.

### Okänt datum
- Den frankiske kungen Klodvig I gifter sig med den burgundiska prinsessan Clotilda.
- Den bysantinske kejsaren Anastasius I slår ner upproret i Isaurien.
- Den kinesiske kejsaren Xiaowen av norra Weidynastin börjar anta en siniseringspolitik och diverse reformer.

## Födda
- Erzhu Rong, kinesisk general.

## Avlidna
- 15 mars – Odovakar, kung av Italien.
- Qi Wudi, härskare av den kinesiska södra Qidynastin.